# Vyšná Jedľová
Vyšná Jedľová este o comună slovacă, aflată în districtul Svidník din regiunea Prešov, pe malul râului Ondava⁠(d). Localitatea se află la altitudinea de 312 m deasupra n.m., se întinde pe o suprafață de 5,09 km2 și în 2017 număra 185 de locuitori.

## Istoric
Localitatea Vyšná Jedľová este atestată documentar din 1572.

## Demografie
| An:                | 1994 | 2004   | 2014   | 2024   |
| ------------------ | ---- | ------ | ------ | ------ |
| Număr de persoane: | 189  | 188    | 193    | 185    |
| Diferență:         |      | −0,52% | +2,65% | −4,14% |

| An:                | 2023 | 2024   |
| ------------------ | ---- | ------ |
| Număr de persoane: | 181  | 185    |
| Diferență:         |      | +2,20% |